# Palestina do Pará
Palestina do Pará là một đô thị thuộc bang Pará, Brasil. Đô thị này có diện tích 983,885 km², dân số năm 2007 là 7156 người, mật độ 7,27 người/km².